# Zdziczest
Zdziczest – staropolskie imię męskie, złożone z dwóch członów: Zdzi- ("uczynić, zrobić") i -czest ("dobre imię, cnota, cześć").